# Худо (Домжале)
Худо (словен. Hudo) — поселення в общині Домжале, Осреднєсловенський регіон, Словенія. 
Висота над рівнем моря: 339,8 м.